# ديفيد داغت
ديفيد داغت هو محامي وأستاذ جامعي وقاضي وسياسي أمريكي، ولد في 31 ديسمبر 1764 في أتلبورو في الولايات المتحدة، وتوفي في 12 أبريل 1851 في نيو هيفن في الولايات المتحدة. نشط حزبياً في الحزب الفيدرالي الأمريكي.

## مناصب
- انتخب عضو مجلس الشيوخ الأمريكي [الإنجليزية]‏ عن دائرة Connecticut Class 3 senate seat ‏ وقد انضم خلال فترته النيابية [الإنجليزية]‏ (4 مارس 1817 – 4 مارس 1819) للكتلة البرلمانية الحزب الفيدرالي الأمريكي.
- انتخب عضو مجلس الشيوخ الأمريكي [الإنجليزية]‏ عن دائرة Connecticut Class 3 senate seat ‏ وقد انضم خلال فترته النيابية [الإنجليزية]‏ (4 مارس 1815 – 4 مارس 1817) للكتلة البرلمانية الحزب الفيدرالي الأمريكي.
- انتخب عضو مجلس الشيوخ الأمريكي [الإنجليزية]‏ عن دائرة Connecticut Class 3 senate seat ‏ وقد انضم خلال فترته النيابية [الإنجليزية]‏ (13 مايو 1813 – 4 مارس 1815) للكتلة البرلمانية الحزب الفيدرالي الأمريكي.
- انتخب عضو مجلس نواب كونيتيكت ‏.
- انتخب عضو مجلس الشيوخ الأمريكي [الإنجليزية]‏ (13 مايو 1813 – 4 مارس 1819).